# Ebbe Schwartz
Ebbe Schwartz était un dirigeant de football danois né le 3 mai 1901 et mort le 19 octobre 1964. 

## Carrière
- De 1950 jusqu'à sa mort en 1964, il fut président de la Fédération du Danemark de football.
- De 1954 à 1962, il fut le premier président de l'Union des associations européennes de football.
- De 1962 à 1964, il fut membre du comité exécutif et vice-président de la FIFA.